# Casey Blake
Pour les articles homonymes, voir Blake.
William Casey Blake (né le 23 août 1973 à Des Moines, Iowa, États-Unis) est un ancien joueur professionnel de baseball. Il évolue dans la Ligue majeure de baseball de 1999 à 2011.

## Carrière

### Scolaire et universitaire
Joueur à l'école secondaire Indianola High School, Casy Blake joue au baseball, football américain, basket-ball et pratique l'athlétisme. Étudiant à l'université d'État de Wichita de 1993 à 1996, il opte pour le baseball, joue pour les Shockers de Wichita State et est sélectionné trois fois en équipe All-American, deux fois en Academic All-American et participe aux College World Series. Lors de sa dernière année universitaire, il frappe ,360 avec 22 coups de circuit et 101 points produits.

### Professionnelle

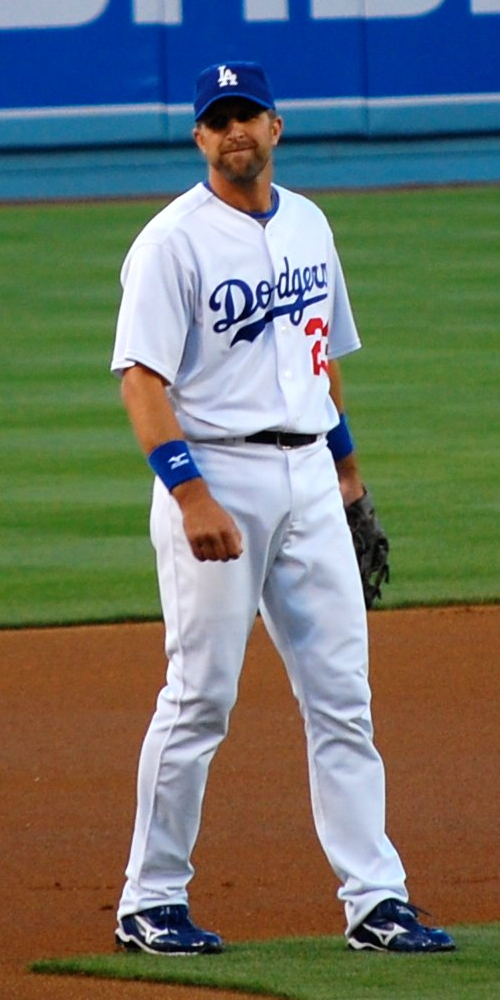
Casey Blake en 2009 avec les Dodgers de Los Angeles.

Déjà repêché par les Blue Jays de Toronto en 1992, puis par les Yankees de New York en 1995, Blake ne rejoint les rangs professionnels qu'à l'issue du repêchage amateur du 4 juin 1996. Il est alors choisi au septième tour de sélection par les Blue Jays de Toronto. 
Blake passe trois saisons en ligues mineures avant d'effectuer ses débuts en Ligue majeure le 14 août 1999 avec les Blue Jays. Il fait des apparitions sporadiques en Ligue majeure de 1999 à 2002 (68 matchs joués en quatre saisons) avec les Jays, les Twins du Minnesota et les Orioles de Baltimore, puis signe chez les Indians de Cleveland pour devenir troisième base titulaire. 
En 2007, il prend une part importante dans la quête du titre de la Division centrale de la Ligue américaine. Il frappe ainsi un coup de circuit crucial lors de la onzième manche d'un match contre les rivaux de Detroit Tigers (3 juillet). Il conclut également la partie du 14 septembre face aux Kansas City Royals d'un coup de circuit. Idem trois jours plus tard contre Detroit. Du 20 mai au 17 juin, il aligne 26 matches consécutives avec au moins un coup sûr.
Le 26 juillet 2008, il est transféré aux Dodgers de Los Angeles en échange de deux joueurs de ligues mineures (Carlos Santana et Jon Meloan). En 94 matchs avec Cleveland, il a frappé 11 circuits et produit 58 points avec une moyenne au bâton de ,289.
Il signe pour la saison 2012 avec les Rockies du Colorado mais est libéré à la fin du camp d'entraînement.

## Statistiques
| Saison | Équipe     | G    | AB   | R   | H    | 2B  | 3B | HR  | RBI | SB | BA   |
| ------ | ---------- | ---- | ---- | --- | ---- | --- | -- | --- | --- | -- | ---- |
| 1999   | Toronto    | 14   | 39   | 6   | 10   | 2   | 0  | 1   | 1   | 0  | .256 |
| 2000   | Minnesota  | 7    | 16   | 1   | 3    | 2   | 0  | 0   | 1   | 0  | .188 |
| 2001   | Minnesota  | 13   | 22   | 1   | 7    | 1   | 0  | 0   | 2   | 0  | .318 |
| 2001   | Baltimore  | 6    | 15   | 2   | 2    | 0   | 0  | 1   | 2   | 2  | .133 |
| 2002   | Minnesota  | 9    | 20   | 2   | 4    | 1   | 0  | 0   | 1   | 0  | .200 |
| 2003   | Cleveland  | 152  | 557  | 80  | 143  | 35  | 0  | 17  | 67  | 7  | .257 |
| 2004   | Cleveland  | 152  | 587  | 93  | 159  | 36  | 3  | 28  | 88  | 5  | .271 |
| 2005   | Cleveland  | 147  | 523  | 72  | 126  | 32  | 1  | 23  | 58  | 4  | .241 |
| 2006   | Cleveland  | 109  | 401  | 63  | 113  | 20  | 1  | 19  | 68  | 6  | .282 |
| 2007   | Cleveland  | 156  | 588  | 81  | 159  | 36  | 4  | 18  | 78  | 4  | .270 |
| 2008   | Cleveland  | 94   | 325  | 46  | 94   | 24  | 0  | 11  | 58  | 2  | .289 |
| 2008   | LA Dodgers | 58   | 211  | 25  | 53   | 12  | 1  | 10  | 23  | 1  | .251 |
| 2009   | LA Dodgers | 139  | 485  | 84  | 136  | 25  | 6  | 18  | 79  | 3  | .280 |
| 2010   | LA Dodgers | 146  | 509  | 56  | 126  | 28  | 1  | 17  | 64  | 0  | .248 |
| Totaux | Totaux     | 1202 | 4298 | 612 | 1135 | 254 | 17 | 163 | 590 | 35 | .264 |

| Saison | Équipe     | G  | AB  | R  | H  | 2B | 3B | HR | RBI | SB | BA   |
| ------ | ---------- | -- | --- | -- | -- | -- | -- | -- | --- | -- | ---- |
| 2007   | Cleveland  | 11 | 43  | 5  | 11 | 3  | 0  | 1  | 4   | 0  | .256 |
| 2008   | LA Dodgers | 8  | 30  | 4  | 8  | 0  | 0  | 1  | 4   | 0  | .267 |
| 2009   | LA Dodgers | 8  | 30  | 1  | 5  | 0  | 0  | 0  | 2   | 1  | .167 |
| Totaux | Totaux     | 27 | 103 | 10 | 24 | 3  | 0  | 2  | 10  | 1  | .233 |

Note : G = Matches joués ; AB = Passages au bâton; R = Points ; H = Coups sûrs ; 2B = Doubles ; 3B = Triples ; 
HR = Coup de circuit ; RBI = Points produits ; SB = Buts volés ; BA = Moyenne au bâton.